# Hildebrand (monnik)
De heilige Hildebrand ( - Saint-Gilles, Languedoc, 1209) was een monnik van de orde der cisterciënzen, die samen met de heilige Stephanus gedood werd door de Albigenzen.
Zijn feestdag is 11 april.